# Rio Pardo (afluente do rio Jacuí)
O rio Pardo é um curso de água do interior do estado do Rio Grande do Sul, Brasil. É afluente da margem esquerda (norte) do rio Jacuí e desagua junto à cidade de Rio Pardo. Tem cerca de 250km de extensão.

## Afluentes
- Rio Pardinho